# Łysula

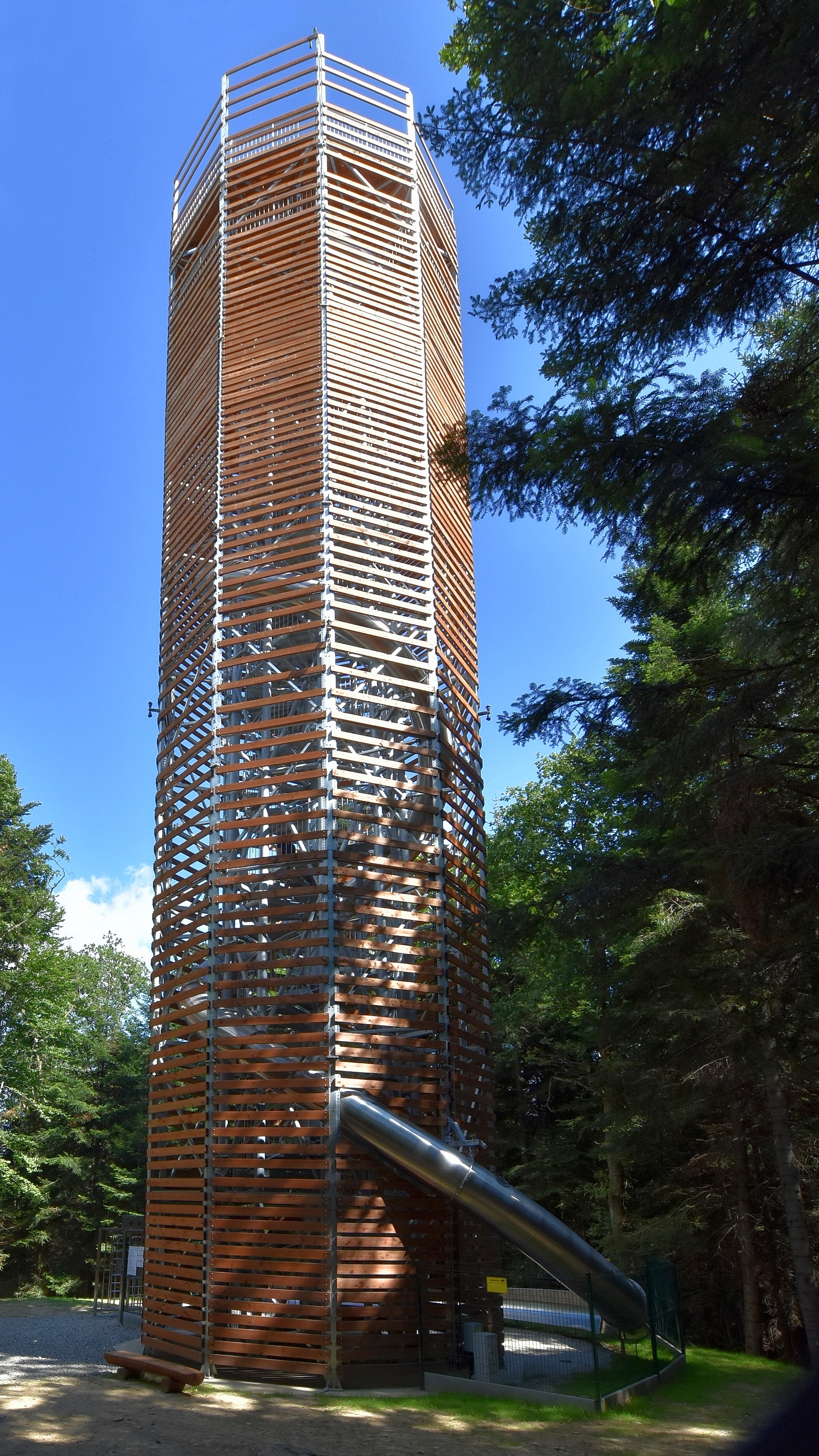
Wieża widokowa na Łysuli

Łysula (551 m n.p.m.) – szczyt w Beskidzie Niskim. Wzniesienie jest zalesione i graniczy z Dominikowicami od północnego zachodu i Krygiem od północnego wschodu. Przez szczyt przebiega szlak prowadzący na Wapienne.
W 2024 otwarto na szczycie Łysuli 32 metrową wieżę widokową.

## Szlaki piesze
– zielony szlak z Gorlic do Wapiennego.